# Masdevallia monicana
Masdevallia monicana är en orkidéart som beskrevs av Carlyle August Luer. Masdevallia monicana ingår i släktet Masdevallia och familjen orkidéer.
Artens utbredningsområde är Ecuador. Inga underarter finns listade i Catalogue of Life.